# Déôme
La Déôme ou Deûme est une rivière française qui coule dans les départements de la  Loire et de l'Ardèche. C'est un affluent de la Cance en rive gauche, donc un sous-affluent du Rhône.

## Géographie
La longueur de son cours d'eau est de 29,2 km. La Déôme prend sa source dans le sud du département de la Loire au Tracol (Saint-Sauveur-en-Rue), et se jette dans la Cance en rive gauche, à Annonay (tannerie d'Annonay) dans l'Ardèche. La Déôme est une rivière du massif du Pilat qui traverse les communes suivantes :
- Dans la Loire :
  1. Saint-Sauveur-en-Rue
  2. Burdignes
  3. Bourg-Argental

- En Ardèche :
  1. Saint-Marcel-lès-Annonay
  2. Boulieu-lès-Annonay
  3. Annonay

Appelée Déôme dans le département de la Loire, la rivière est appelée Deûme dans sa partie ardéchoise. Que ce soit dans le langage vernaculaire ou sur les cartes de la région.

### Communes traversées
Saint-Sauveur-en-Rue (source), Bourg-Argental et Burdignes (la rivière servant de limite de communes), Saint-Julien-Molin-Molette (sur quelques dizaines de mètres), Saint-Marcel-lès-Annonay, Boulieu-lès-Annonay, Davézieux (limite communale) et Annonay (confluence).

## Affluents
Ses principaux affluents sont :
- la rivière du Ternay (rg) avec le lac du Ternay et le barrage du Ternay ;
- l'Argental (rg) ;
- le Riotet (rg).

## Hydrologie

### La Déôme à Saint-Julien-Molin-Molette
Le débit de la Déôme a été observé sur une période de 14 ans (1994-2007), à Saint-Julien-Molin-Molette, localité du département de la Loire située à une dizaine de kilomètres de son confluent avec la Cance à Annonay. Le bassin versant de la rivière y est de 109 km2, soit plus ou moins les deux tiers de ce dernier, l'important débit du Ternay en étant notamment exclu (0,331 de moyenne à Savas).
Le module de la rivière à Saint-Julien-Molin-Molette est de 1,44 m3/s.
La Déôme présente des fluctuations saisonnières de débit assez importantes et deux saisons bien marquées. La période des hautes eaux va de l'automne au printemps suivant, et se caractérise par des débits mensuels moyens oscillant entre 1,67 et 2,65 m3/s, de novembre à mai inclus (avec un sommet en décembre correspondant aux pluies d'automne). De janvier à mai, le débit descend très doucement, le débit de la rivière restant soutenu jusqu'en mai par la fonte des neiges. Les basses eaux se déroulent en été, de juillet à septembre, avec une baisse du débit mensuel moyen jusqu'au niveau de 0,255 m3 au mois d'août, ce qui reste assez consistant.

### Étiage ou basses eaux
Aux étiages, le VCN3 peut chuter jusqu'à 0,026 m3, en cas de période quinquennale sèche, soit 26 litres par seconde, ce qui est sévère.

### Crues
D'autre part, les crues de la Déôme peuvent être très importantes, comme c'est le cas de presque tous les cours d'eau du rebord oriental du Massif central. Les QIX 2 et QIX 5 valent respectivement 26 et 50 m3. Le QIX 10 se monte à de 66 m3/s, et le QIX 20 en vaut 81. Quant au QIX 50, il n'a pas été calculé faute de durée d'observation suffisamment longue pour le faire avec précision. Il est estimé à une centaine de mètres cubes par seconde.
Le débit instantané maximal enregistré a été de 116 m3/s le 2 décembre 2003, tandis que la valeur journalière maximale était de 85,4 m3/s le même jour. En comparant le premier de ces chiffres aux valeurs des différents QIX de la rivière, il apparaît que cette crue était largement supérieure à la crue cinquantennale estimée, et donc fort exceptionnelle.

### Lame d'eau et débit spécifique
La Déôme est une rivière abondante. La lame d'eau écoulée dans son bassin se monte à 418 millimètres annuellement, ce qui est nettement supérieur à la moyenne d'ensemble de la France, tous bassins confondus, mais fort inférieur cependant à la moyenne du bassin du Rhône (670 millimètres par an à Valence), qui bénéficie pour sa part des précipitations alpines et sud-jurassiennes souvent extrêmement élevées. Le débit spécifique (ou Qsp) de la Déôme atteint 13,2 litres par seconde et par kilomètre carré de bassin.